# Walter Norman Haworth
Walter Norman Haworth (Chorley, Gran Bretanya 1883 - Barnt Green 1950) fou un químic i professor universitari britànic guardonat amb el Premi Nobel de Química l'any 1937.

## Biografia
Va néixer el 19 de març de 1883 al comtat de Lancashire i va decidir assistir a la universitat i estudiar química després de treballar durant algun temps en la factoria de linòleum del seu pare i en contra de la voluntat d'aquest. El 1903 va ingressar a la Universitat de Manchester, on es va graduar el 1906. Després de tres anys de treball d'investigació, va obtenir una beca i va acudir a la Universitat de Göttingen, on es va doctorar l'any 1910.
Entre 1920 i 1925 va ser lector de química a la Universitat de Saint Andrews i entre 1920 i 1925 professor de química orgànica a la Universitat de Durham. Va dirigir, a partir de 1925, el departament de química de la Universitat de Birmingham. Entre 1944 i 1946 va ser president de la Societat Britànica de Química, i vicepresident de la Royal Society de Londres entre 1947 i 1948. El 1947 fou nomenat Cavaller per part del rei Jordi VI del Regne Unit per les seves investigacions sobre l'obtenció d'energia atòmica.
Haworth va morir el 19 de març de 1950 a la seva residència de Barnt Green, al comtat de Worcestershire, el dia que celebrava el seu 67è aniversari.

## Recerca científica
Les seves primeres investigacions van tractar sobre l'estructura dels terpens, aconseguint sintetitzar el compost anomenat silvestrè l'any 1912. A partir de 1915 va començar a investigar l'estructura dels hidrats de carboni dels polisacàrids. El 1933 va aconseguir determinar l'estructura química de la vitamina C, denominant àcid ascòrbic el producte sintètic que va identificar amb aquesta vitamina.
El 1937 va ser guardonat amb el Premi Nobel de Química, compartit amb Paul Karrer, per les seves investigacions sobre els carbohidrats i la vitamina C.
La seva obra principal va ser The Constitution of Sugars (1929).